# Вочка (приток Большого Созима)
Вочка — река в России, протекает по Верхнекамскому району Кировской области. Устье реки находится в 8,8 км от устья Большого Созима по левому берегу. Длина реки составляет 10 км.
Исток реки в болотах в 10 км к юго-западу от посёлка Рудничный. Река течёт на юго-восток и юг по ненаселённому заболоченному лесу. Впадает в Большой Созим в 5 км к северо-западу от упразднённого в 2013 году посёлка Фосфоритная.

## Данные водного реестра
По данным государственного водного реестра России относится к Камскому бассейновому округу, водохозяйственный участок реки — Кама от истока до водомерного поста у села Бондюг, речной подбассейн реки — бассейны притоков Камы до впадения Белой. Речной бассейн реки — Кама.
Код объекта в государственном водном реестре — 10010100112111100000801.